# Oberauel (Overath)
Oberauel ist ein Ortsteil von Untereschbach in der Stadt Overath im Rheinisch-Bergischen Kreis in Nordrhein-Westfalen, Deutschland.

## Lage und Beschreibung
Der Wohnplatz Oberauel befindet sich an der Grenze zu Bergisch Gladbach oberhalb der nahegelegenen Sülz an der Landesstraße 284, die hier Oberauel heißt. Nahebei liegt die naturgeschützte Tongrube Oberauel, ein aufgelassener Steinbruch. In der Gegend mit Feuchtgrünflächen und Hangwäldern haben seltene Tiere und Pflanzen ihre Heimat gefunden. Orte in der Nähe sind Untersteeg, Schmitzbüchel, Heidgen und Löhe.

## Geschichte
Das Namenswort Auel leitet sich von *ouwala, *ouwila ab, dessen Stammwort ouwa (= Wasserland) im Sinne einer von mehreren Seiten von Wasser umgebenden Flusswiese zu verstehen ist.
Nach alte Schriften umfasste die Hofstelle Oberauel (auch Der große Auelerhof bezeichnet), einst mehrere hundert Morgen Land. Im Jahr 1564 wird sie erstmals zum Zusammenhang mit dem Lehnsverband des Klosters Meer genannt. Danach verpfändete das Kloster 1570 den Hof an einen Gläubiger, der den Pfand nicht einlöste, wonach alle Rechte auf das Haus Nesselrode-Ehreshoven übergingen. 1862 wurde das Gut an die Kölner Kaufleute F.W. Paas und Heinrich Neuland veräußert und aufgeteilt.
Die Topographia Ducatus Montani des Erich Philipp Ploennies, Blatt Amt Steinbach, belegt, dass der Wohnplatz 1715 eine Hofstelle besaß, die als Auel beschriftet und als Freihof ausgezeichnet ist. Carl Friedrich von Wiebeking benennt die Hofschaft auf seiner Charte des Herzogthums Berg 1789 als Auel. Aus ihr geht hervor, dass der Ortsbereich zu dieser Zeit Teil des Unterkirchspiels Immekeppel im Obergericht Bensberg war.
Der Ort ist auf der Topographischen Aufnahme der Rheinlande von 1817 als ob. Aul verzeichnet. Die Preußische Uraufnahme von 1845 zeigt den Wohnplatz unter dem Namen Auelter Hof. Ab der Preußischen Neuaufnahme von 1892 ist der Ort auf Messtischblättern regelmäßig als Ober-Auel oder Oberauel verzeichnet.
1822 lebten 13 Menschen im als Bauergut  kategorisierten und (Ober-)Auel bezeichneten Ort, der nach dem Zusammenbruch der napoleonischen Administration und deren Ablösung zur Bürgermeisterei Bensberg im Kreis Mülheim am Rhein gehörte. Für das Jahr 1830 werden für den als Ober-Auel bezeichneten Ort 16 Einwohner angegeben. Der 1845 laut der Uebersicht des Regierungs-Bezirks Cöln als Bauergut kategorisierte Ort besaß zu dieser Zeit ein Wohngebäude mit 9 Einwohnern, alle katholischen Bekenntnisses. Die Gemeinde- und Gutbezirksstatistik der Rheinprovinz führt Oberauel 1871 mit zehn Wohnhäusern und 75 Einwohnern auf. Im Gemeindelexikon für die Provinz Rheinland von 1888 werden für Ober Auel 15 Wohnhäuser mit 117 Einwohnern angegeben. 1895 besitzt der Ort zehn Wohnhäuser mit 90 Einwohnern und gehört konfessionell zum katholischen Kirchspiel Immekeppel. 1905 werden zwölf Wohnhäuser und 113 Einwohner angegeben.
Aufgrund § 10 des Köln-Gesetzes wurden 1975 mehrere Bensberger Außenorte in die Gemeinde Overath umgemeindet, darunter auch der Bereich um Untereschbach mit Oberauel.